# Váncsa István
Váncsa István (Biharnagybajom, 1949. június 11. –) újságíró. Írásaira jellemző a fanyar humor, az ironikus, egyéni stílus. Általában az egyszerű emberhez, vagy annak nevében szól. Nem ismeretlen témák számára a buddhizmus, az okkult és az igazi tudományok, az informatika és a konyhaművészet.

## Pályája
Írásai előbb az Új Írás (1973), majd az Élet és Irodalom (1975) hasábjain jelentek meg. 1975–80 között tévékritikusként dolgozott.
1976-tól az Élet és Irodalom munkatársa; először tervezőszerkesztő, 1990-től főszerkesztő-helyettes, 1993-tól szerkesztő, 1995-től ismét főszerkesztő-helyettes. 1991-től a Számítástechnika főmunkatársa. A kilencvenes évek elejétől a Hócipő állandó publicistája. A Heti Hetes televízióműsor gyakori vendége volt. 
Egyik publicisztikai stíluseszköze az „alcsúti ember” állandósult jelző. 
Egyik hobbija a főzés. 
Felesége Molnár Erzsébet, neves publicista.

## Díjai[2]
- Opus-díj (1992)
- Joseph Pulitzer-emlékdíj (1993)
- A Krúdy Gyula Alapítvány díja (1993)
- Literatúra-díj (1996)
- Szabad Sajtó-díj (1996)
- Maecenas-díj (2001)
- Prima Primissima-díj (2004)
- Budapestért díj (2009)

## Főbb művei
- Körutazás Amnéziában; Mécs, Budapest, 1993 (Scriptor-füzetek)
- 1997.: Élet és Irodalom – Első oldal (Kovács Zoltánnal és Megyesi Gusztávval)
- A szállodai minibár földerítésének fontosságáról. Informatikai napló – Alberichtől Varunáig; IDG, Budapest, 2000 (Computerworld-számítástechnika könyvek)
- 2001.: Hírvilág – Információs társadalom kicsiknek és nagyoknak
- Váncsa István szakácskönyve. Ezeregy recept; Vince, Budapest, 2003
- Tenzin Gyatso XIV. dalai láma: Tibeti buddhizmus / Kulcs a középső úthoz; ford., jegyz. utószó Váncsa István; Noran Libro, Budapest, 2010
- Lakoma 1. A görög, török, ciprusi, libanoni, marokkói, tunéziai és máltai konyhák legfinomabb ételeiből; Vince, Budapest, 2010
- Lakoma 2. Az itáliai konyhák legfinomabb ételeiből; Vince, Budapest, 2015
- Váncsa István szakácskönyve. Ezeregy + recept; bőv. kiad.; Vince, Budapest, 2013
- Lakoma; Libri, Budapest, 2017-
- A görög, török, ciprusi, libanoni, egyiptomi, marokkói, tunéziai, máltai konyhák legfinomabb ételeiből; 2017
  - Az itáliai konyhák legfinomabb ételeiből; 2017
  - Váncsa István szakácskönyve. Ezeregy + recept; új, bőv. kiad.; Libri, Budapest, 2018
- Évszakok ízei. Receptek és történetek; Open Books, Budapest, 2022

## Érdekességek
- Nevéhez fűződik az egyik magyar ékezetes tesztszöveg: „öt szép szűzlány őrült írót nyúz”.[3]
- „Dűljön össze ez a vendégfogadó” című cikke (1979. Karácsony, Élet és Irodalom) éles kritikája volt a szocialista rendszernek, és nagy feltűnést keltett.